# Протокол против кријумчарења миграната копном, морем и ваздухом
Протокол против кријумчарења миграната копном, морем и ваздухом, који допуњава Конвенцију против транснационалног организованог криминала, усвојила је Генерална скупштина Уједињених нација 2000. године. Такође се назива и Протокол о кријумчарењу . То је један од три Палермска протокола, други су Протокол за спречавање, сузбијање и кажњавање трговине људима, посебно женама и децом и Протокол против недозвољене производње и трговине ватреним оружјем, његовим деловима и компонентама и муницијом .
Протокол о кријумчарењу је ступио на снагу 28. јануара 2004. године. Од октобра 2022. године, протокол је потписало 112 страна, а ратификовало 151. 
Протокол је усмерен на заштиту права миграната и смањење моћи и утицаја организованих криминалних група које злостављају мигранте. Наглашава потребу да се мигрантима обезбеди хуман третман и потреба за свеобухватним међународним приступима борби против кријумчарења људи, укључујући социо-економске мере које се баве основним узроцима миграције.
Протокол захтева од држава чланица које су ратификовале да обезбеде да се кријумчарење миграната (који се такође назива и кријумчарење људи ) криминализује у складу са његовим условима и условима наведеним у Конвенцији о транснационалном организованом криминалу.
С обзиром на тренутни политички приоритет око кријумчарења људи, можда је изненађујуће да се усаглашени међународни фокус на дефинисање и реаговање на кријумчарење миграната догодио тек 1990-их. Овај фокус је уследио након наглог пораста нерегуларних миграција у Сједињене Државе и у Европу 1980-их и 90-их.  Фокус на оне који омогућавају нерегуларну миграцију – а не на саме мигранте – сматран је кључним елементом сваког одговора. Правни оквир који је резултирао био је Протокол против кријумчарења миграната копном, морем и ваздухом (Протокол о кријумчарењу миграната), који допуњује основни инструмент, Конвенцију Уједињених нација против транснационалног организованог криминала. 
Протокол о кријумчарењу миграната не обезбеђује потпун или самосталан правни режим, већ уместо тога постоји као део „густе мреже права, обавеза и одговорности проистеклих не само из Протокола и Конвенције, већ и из права мора, људских права. право и избегличко право “. 
За разлику од трговине људима, кријумчарење људи карактерише сагласност између купца и кријумчара – уговорни споразум који обично престаје по доласку на одредишну локацију. Међутим, ситуације кријумчарења ипак у стварности могу да се спусте у ситуације које се најбоље могу описати као екстремна кршења људских права, при чему су кријумчарени мигранти изложени претњама, злостављању, експлоатацији и мучењу, па чак и смрти од стране кријумчара.